# Smaragdová deska

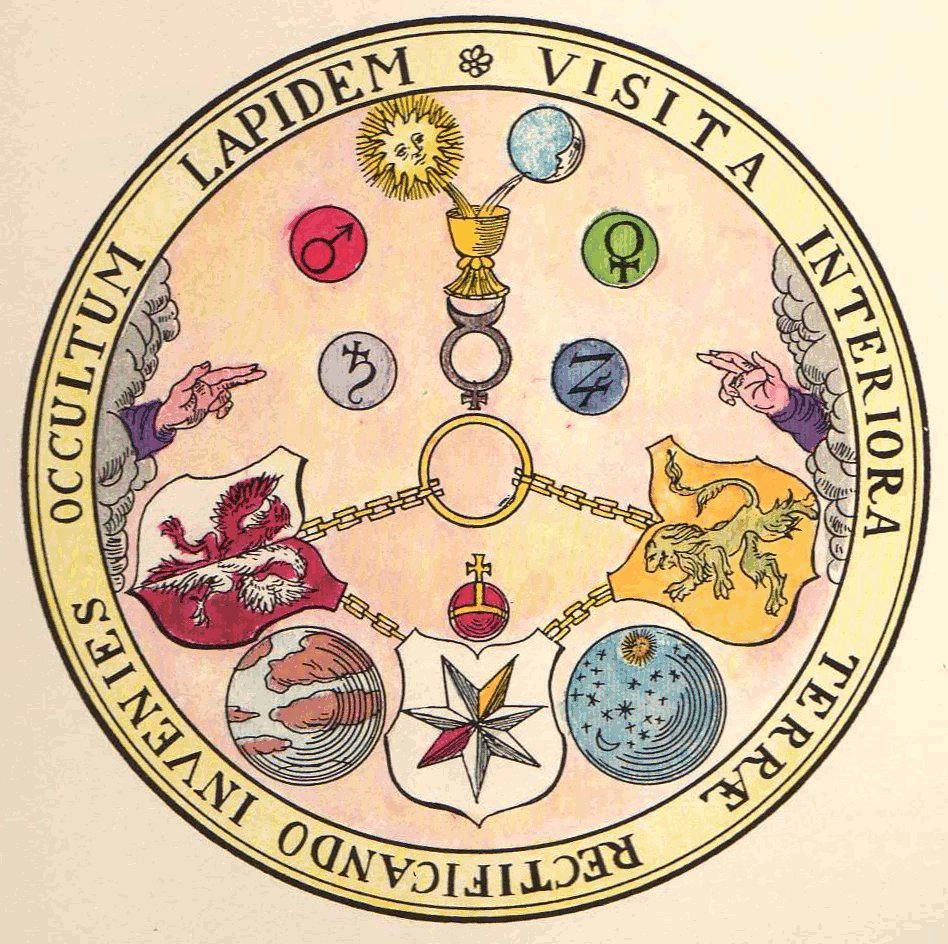
Rosenkruciánský výklad Smaragdové desky

Smaragdová deska (latinsky Tabula Smaragdina) je obvykle připisována Hermu Trismegistovi (řecké jméno egyptského boha Thovta). Její (těžko srozumitelný, mystický) text tvoří filozofický základ hermetismu a měl význačný vliv na alchymii. V esoterických kruzích jsou zde znázorněné principy pokládány za zásadní výroky a pravdy.
O objevení desky existuje několik legend. Mimo jiné ji měl objevit makedonský dobyvatel Alexandr Veliký (* 356 př. n. l., † 323 př. n. l.) v hrobce Herma Trismegista, měla být nalezena také v Cheopsově pyramidě, jiná legenda praví, že ji objevila Sára (Abrahámova manželka) v Hebronu v hrobce Herma Trismegista atd.
Latinský text pochází z 12. a 13. století a zakládá se zřejmě na starších řeckých a arabských textech ze 7. až 9. století. Text Smaragdové desky se skládá z několika vět (zásad, pravd), přičemž nejčastěji je citována první věta: „To, co jest dole, jest jako to, co jest nahoře a to, co jest nahoře, jest jako to, co jest dole“, což má znázornit spojení materiálního a duchovního světa, vztah mezi mikrokosmem a makrokosmem.

## Vysvětlení symbolů
V horní polovině desky je graficky znázorněno sedm symbolů planet. Popisováno od Slunce po směru hodinových ručiček: Slunce, Měsíc, Venuše, Jupiter, Merkur, Saturn a Mars. Přičemž na Merkuru stojí pohár, do kterého vlévají současně své síly Měsíc a Slunce. Hermes Trismegistos byl ztotožňován s Hermem nebo Thovtem, což není nikdo jiný než Merkur, neboli archanděl Rafael – patron řeči, vzdělanosti, poutnictví, lékařství a obchodu.
Do češtiny ji přeložil Bavor Rodovský mladší z Hustiřan, dlouhodobý majitel Radostova, pán na dvoře Rudolfa II.

## Znění smaragdové desky

### Latinský text
Latinský text. (Chrysogonus Polydorus, Norimberk 1541):
1. Verum, sine mendacio, certum et verissimum: Quod est inferius est sicut quod est superius, et quod est superius est sicut quod est inferius, ad perpetranda miracula rei unius.
2. Et sicut res omnes fuerunt ab uno, mediatione unius, sic omnes res natae ab hac una re, adaptatione.
3. Pater eius est Sol. Mater eius est Luna. Portavit illud Ventus in ventre suo. Nutrix eius terra est.
4. Pater omnis telesmi totius mundi est hic.
5. Virtus eius integra est si versa fuerit in terram.
6. Separabis terram ab igne, subtile ab spisso, suaviter, magno cum ingenio.
7. Ascendit a terra in coelum, iterumque descendit in terram, et recipit vim superiorum et inferiorum.
8. Sic habebis Gloriam totius mundi. Ideo fugiet a te omnis obscuritas.
9. Haec est totius fortitudinis fortitudo fortis, quia vincet omnem rem subtilem, omnemque solidam penetrabit.
10. Sic mundus creatus est.
11. Hinc erunt adaptationes mirabiles, quarum modus est hic.
12. Itaque vocatus sum Hermes Trismegistus, habens tres partes philosophiae totius mundi.
13. Completum est quod dixi de operatione Solis.

### Český text
Překlad Pierra de Lasenica:
1. Jest pravdivé, jest jisté, jest skutečné, že to, co jest dole, jest jako to, co jest nahoře a to, co jest nahoře, jest jako to, co jest dole, aby dokonány byly divy jediné věci.
2. A jako všechny věci byly učiněny z jediného, za prostředkování jediného, tak všechny věci zrodily se z této jediné věci přizpůsobením.
3. Slunce jest jeho otcem, měsíc jest jeho matkou, vítr nosil jej ve svých útrobách, země jest jeho živitelkou.
4. On jest otcem universálního telesmatu celého světa.
5. Jeho síla jest celá, když byla proměněna v zemi.
6. Oddělíš zemi od ohně, jemné od hrubého, opatrně a nanejvýš moudře.
7. On vystupuje od země k nebi a zase znova sestupuje z nebe na zemi a přijímá sílu věcí hořeních i doleních.
8. Takto budeš míti slávu celého vesmíru; veškerá temnota prchne před tebou.
9. Tu sídlí síla, ze všech sil nejmocnější, která překoná každou jemnou věc a pronikne každou věc pevnou.
10. Takto stvořen byl vesmír.
11. Odtud vzejdou přizpůsobení podivuhodná, jichž způsob jest zde.
12. Proto jsem byl nazván Hermes Trismegistos, maje tři části filosofie celého vesmíru.
13. Co jsem pověděl o magisteriu slunce, jest úplné.